# Tizen
Tizen (промовляється: ˈtai - zən) — мобільна платформа для широкого спектра мобільних пристроїв, включаючи планшети, нетбуки, смартфони, телевізори та автомобільні інформаційно-розважальні системи. Платформа представлена у вересні 2011 Intel та організаціями LiMo Foundation і Linux Foundation, які оголосили про об'єднання своїх напрацювань з розвитку мобільних платформ на базі Linux і продовження розвитку проектів MeeGo і LiMo як єдиної платформи. Назва операційної символізує поєднання (tie), зростання (rise) та практики медитації дзен (Zen).

## Історія
5 січня 2012 року опубліковані робочі версії інструментарію  для розробки застосунків.  До складу SDK входить середовище розробки Web IDE, емулятор телефону, документація на Web API та інструментарій для складання програм. Одночасно опубліковані сирцеві тексти платформи, призначені для початкового ознайомлення і мають статус альфа-версії.  Код розрахований на використання на смартфонах і планшетах, але може бути запущений і всередині емулятора на ПК. Відкриті частини платформи, пов'язані з API, низькорівневою системною частиною платформи та додатковими пакетами. Наприклад, в репозиторії можна знайти пакети з busybox, ConnMan, PulseAudio, X.Org, Cairo, FFmpeg, Speex, Enlightenment.
У січні 2012 року Tae-Jin Kang, віце-президент компанії Samsung, в інтерв'ю виданню Forbes, підтвердив інформацію про інтеграцію мобільних платформ bada і Tizen, яка підтримується Intel та Linux Foundation. Після завершення процесу інтеграції, в Tizen буде забезпечена підтримка виконання мобільних застосунків, створених з використанням інструментарію bada SDK, при цьому буде повністю збережена зворотна сумісність для вже випущених застосунків.  Надалі, для розробників застосунків для bada і Tizen буде надано єдиний SDK і набір API. Пізніше у компанії Samsung зазначили, що питання приєднання проекту bada до Tizen іще перебуває на стадії розгляду.
Перша стабільна версія 1.0 «Larkspur» вийшла 30 квітня 2012 року.

## Загальна інформація
В рамках проекту Tizen планується створити цілісну, повністю відкриту операційну систему з широкими можливостями з кастомізації. Розробка ведеться силами Intel, Samsung і колишніми розробниками MeeGo. Хоча Tizen має на меті замістити MeeGo, кодова база MeeGo лишається, її розвиток продовжується у проекті Mer. Tizen має намір зберегти сумісність з написаними під MeeGo застосунками, і водночас бути гнучкішими від MeeGo через використання відмінного від MeeGo API на основі HTML5.
На думку розробників Tizen, майбутнє мобільних систем пов'язано з використанням вебтехнологій, тому для створення застосунків для Tizen використовується Web API і HTML5/JavaScript/CSS. Графічне оточення побудовано на основі протоколу Wayland і напрацювання проекту Enlightenment, для управління сервісами застосовується Systemd.
Використовуючи технології HTML5 розробники отримають можливість створювати крос-платформові програми, котрі однаково добре працюють на широкому спектрі пристроїв, не вимагаючи складання окремої версії для кожної апаратної і програмної платформи.  Крім того, HTML5 істотно спрощує розробку мобільних застосунків, знижує поріг входження (програми можна створювати, маючи досвід написання звичайних вебзастосунків) і дозволяє скоротити час розробки. Web API платформи Tizen формується з використанням як вже відомих вебстандартів і HTML5-технологій, так і розширених інтерфейсів для управління пристроєм.  В рамках Web API розробникам надані засоби для створення повноцінних мобільних застосунків, порівнянних за функціональністю з програмами для інших мобільних платформ.  Для створення ігор та графічних застосунків пропонується використовувати WebGL. Запуск застосунків, написаних на низькорівневих мовах програмування, таких як C і C++, забезпечений за допомогою Native Development Kit.
До складу Tizen SDK входить середовище розробки Web IDE на базі Eclipse, емулятор телефону на основі QEMU, документація на Web API і компоненти для збирання програм.
Для розробників мобільних застосунків випущений пакет Tizen SDK, до складу якого входить середовище розробки на базі Eclipse, емулятор телефону на основі QEMU, документація, приклади застосунків, утиліти і компоненти для складання програм. SDK поставляється для платформ Linux (Ubuntu), Windows і Mac OS X.

## Основні служби
З базових сервісів (Core Service) і компонентів платформи можна відзначити:
- Графічний стек і користувацький інтерфейс.  До складу входить набір бібліотек EFL (Enlightenment Foundation Libraries), заснована на X11 система управління вікнами, модулі для підтримки OpenGL ES і різних методів виводу, у тому числі мультитач.  Інтерфейс і графічні ефекти формується за допомогою бібліотек EFL, включаючи бібліотеку рендеринга Evas і систему віджетів Elementary.  Серед компонентів графічного стека: DRI2 2.6 і libdrm 2.4.29, композитний менеджер вікон на базі EFL, OpenGL ES 1.1/2.0, EGL 1.4, бекенди для програмного виводу (X11) і акселерованого виводу (OpenGL ES), 3D-і 2D-стеки, в тому числі підтримка векторної графіки через бібліотеку Cairo;
- Фреймворк для управління застосунками, в тому числі для запуску застосунків на ім'я пакета, URL або MIME типу, управління пакунками, а також ініціювання виконання системних сервісів, таких як застосунок для прийому дзвінків, виводу повідомлень, зміни орієнтації екрану тощо. Під фреймворк задіяні такі відкриті компоненти, як Appcore, D-Bus, GNU gettext, libICU;
- Базові сервіси - набір стандартних системних бібліотек, які забезпечують виконання таких операцій як доступ до БД, інтернаціоналізація та обробка XML;
- Мережеві сервіси - функціональність, необхідна для створення мережевих з'єднань і забезпечення роботи мережі.  Забезпечена підтримка 3G, Wi-Fi, Bluetooth, HTTP і NFC.  Для налаштування 3G і Wi-Fi з'єднань використовується конфігуратор ConnMan (Connection Manager).  Для роботи з Bluetooth використовується пакет bluez;
- Сервіси для визначення місця розташування, засновані на фреймворку GeoClue.  Підтримується як визначення місця розташування через GPS, так і з використанням WPS (Wi-Fi Positioning System), Cell ID і різних додаткових сенсорів;
- Сервіси для відправлення і прийому повідомлень (SMS, MMS, Email і IM);
- Мультимедіа підсистема на базі GStreamer, що забезпечує управління різними видами контенту, включаючи відео, звук, зображення і VoIP.  Платформа підтримує великий обсяг мультимедіа форматів і кодеків, завдяки залученню компонентів FFmpeg. Серед підтримуваних функцій відзначаються засоби для роботи з камерою, застосунки для запису звуку і відео, мультимедіа програвач;
- PIM (Personal Information Management) - система управління персональною інформацією і збережених на пристрої даних користувача.  Включає засоби для роботи з адресною книгою, календарем-планувальником, списком завдань і прив'язаними до пристрою даними (наприклад, місце розташування та статус з'єднання).  Підтримуються специфікації vCard 3.0 і vCalendar 1.0;
- Система забезпечення безпеки і контролю доступу, а також управління сертифікатами та організації безпечної доставки застосунків.  Шифрування та підтримка SSL/TLS реалізовані за допомогою OpenSSL;
- Системні сервіси і засоби для управління апаратним забезпеченням.  У тому числі, інтерфейси для доступу до різних типів пристроїв (сенсори, екран тощо), управління живленням, обробкою подій (USB, MMC, підключення зарядного пристрою або навушників), проведення оновлення системи;
- Стек телефонії для забезпечення роботи в мережах стільникового зв'язку (UMTS і CDMA) і управління SIM-карткою;
- Web-стек на базі браузерного рушія WebKit (webkit-efl) з реалізацією Tizen Web API.  Сервіс Web UI заснований на бібліотеці JQuery Mobile 1.0.

## Виноски
1. ↑  Release Notes > Tizen 6.0 Public M2 [Нотатки до випуску > Tizen 6.0 Public M2]. Tizen Docs (docs.tizen.org). Tizen Project, a Linux Foundation Project. 27 жовтня 2020. Архів оригіналу за 28 лютого 2021. Процитовано 15 лютого 2021.(англ.)
2. 1 2  LiMo & Tizen FAQs. limofoundation.org. LiMo Foundation. вересень 2011. Архів оригіналу за 26 листопада 2011. Процитовано 13 січня 2012.(англ.)
3. ↑  Toor, Amar (28 вересня 2011). MeeGo to be folded into Linux-based Tizen OS, slated to arrive in 2012. Engadget. AOL Inc. Архів оригіналу за 1 листопада 2019. Процитовано 18 грудня 2011.(англ.)
4. ↑  Ricker, Thomas (28 вересня 2011). MeeGo is dead: Resurrected as Tizen, the newest Linux-based open source OS. The Verge. Vox Media Inc. Архів оригіналу за 30 вересня 2011. Процитовано 18 грудня 2011.(англ.)
5. 1 2 3  Sousou, Imad. What's Next for MeeGo. meego.com. Архів оригіналу за 1 травня 2013. Процитовано 28 вересня 2011. [Архівовано 2013-05-01 у Wayback Machine.](англ.)
6. ↑  Michael Larabel (19 жовтня 2011). Tizen Is Announced; MeeGo Will Transition To It. phoronix.com. Архів оригіналу за 1 січня 2012. Процитовано 11 січня 2012.(англ.)
7. 1 2  Foster, Dawn (27 вересня 2011). Welcome to Tizen!. tizen.org. Архів оригіналу за 13 жовтня 2011. Процитовано 13 січня 2012.(англ.)
8. 1 2  Paul, Ryan (28 вересня 2011). MeeGo rebooted as Intel and Samsung launch new Tizen platform. Ars Technica. Condé Nast Digital. Архів оригіналу за 29 вересня 2011. Процитовано 13 січня 2012.(англ.)
9. ↑  TIZEN Source. Release Notes. Tizen.org. 5 січня 2012. Архів оригіналу за 12 січня 2012. Процитовано 13 січня 2012.(англ.)
10. ↑  Открыты первые наработки мобильной платформы Tizen, пришедшей на смену MeeGo. OpenNews / The OpenNET Project (www.opennet.ru). 10 січня 2012. Архів оригіналу за 13 січня 2012. Процитовано 13 січня 2012.(рос.)
11. ↑  Elizabeth Woyke (13 січня 2012). Samsung Merging Its Bada OS With Intel-Backed Tizen Project. Forbes.com. Forbes.com LLC™. Архів оригіналу за 9 липня 2013. Процитовано 19 січня 2012.(англ.)
12. ↑  Samsung объединит мобильную платформу Bada c проектом Tizen, пришедшим на смену MeeGo. OpenNews / The OpenNET Project (www.opennet.ru). 16 січня 2012. Архів оригіналу за 28 червня 2013. Процитовано 19 січня 2012.(рос.)
13. ↑  Amar Toor (18 січня 2012). Samsung's Bada - Tizen merger still looking pretty likely. Engadget (www.engadget.com). AOL Inc. Архів оригіналу за 9 липня 2013. Процитовано 19 січня 2012.(англ.)
14. ↑  Tizen 1.0 Larkspur SDK and Source Code Release. Архів оригіналу за 9 травня 2012. Процитовано 1 травня 2012.
15. ↑  Welcome Tizen to The Linux Foundation. The Linux Foundation. 27 вересня 2011. Архів оригіналу за 28 червня 2012. Процитовано 18 грудня 2011. [Архівовано 2012-06-28 у Wayback Machine.]
16. ↑  Первый стабильный релиз мобильной платформы Tizen 1.0 "Larkspur", продолжающей развитие MeeGo и LiMo. Архів оригіналу за 4 травня 2012. Процитовано 1 травня 2012.